# Víktor Rashchupkin
Viktor Rashchupkin (Rusia, 16 de octubre de 1950) es un atleta soviético retirado, especializado en la prueba de lanzamiento de disco en la que llegó a ser campeón olímpico en 1980.

## Carrera deportiva
En los JJ. OO. de Moscú 1980 ganó la medalla de oro en el lanzamiento de disco, con una marca de 66.64 metros, quedando por delante del checoslovaco Imrich Bugár y del cubano Luis Delís.